# 蒲サ食品
蒲サ食品（がまさしょくひん、GAMASA FOOD Co.,Ltd. ）は、かつて愛知県蒲郡市に本社を置き、ちくわをはじめとした練り製品を製造・販売していた会社である。

## 概要
蒲サ食品の「マルサのちくわ」は蒲郡名物の一つで、地元の漁港（形原漁港や西浦漁港）に水揚げされた市場に出荷出来ない鮮魚を買い取り、練り製品の原料として使用する事で地元の漁港の安定にも貢献していた。
2019年5月14日に名古屋地方裁判所豊橋支部から破産手続きの開始決定を受けた。そして2021年3月29日に法人格が消滅した。

## テレビCM
蒲サ食品「マルサのちくわ」のCM（東海地方ローカル）は近年は放映されていなかった。オリジナルメロディーに「マルサのちくわ」を歌詞にのせている。

## 沿革
- 1946年（昭和21年）1月 - 創業。
- 1956年（昭和31年）12月 - 合資会社蒲サ商店として法人組織になる。
- 1979年（昭和54年）11月 - 第32回全国蒲鉾品評会に於いて農林水産大臣賞を受賞する。
- 1996年（平成8年）7月 - 株式会社蒲サ食品を設立する。
  - 12月 - 合資会社蒲サ商店と株式会社蒲サ食品が合併し、株式会社蒲サ食品となる。
- 2019年（令和元年）5月14日 - 名古屋地方裁判所豊橋支部から破産手続きの開始決定を受ける。負債額は約6億円。

## アクセス
- 鉄道
  - 名鉄蒲郡線西浦駅下車徒歩10分
- 自動車
  - 国道247号線「大坪」交差点を南に西浦温泉方面へ